# Jan Hartmann
Jan Hartmann (Kaltenkirchen, 24 ottobre 1980) è un attore tedesco.

## Biografia
Jan Hartmann è diventato famoso interpretando il ruolo di Christian Castellhoff nella soap opera Alisa - Segui il tuo cuore, dove assume il ruolo di protagonista in una storia d'amore al fianco di Theresa Scholze, che dà il volto proprio ad Alisa.
Jan ricopre precedentemente il ruolo di Mark Treskow nella soap opera My Life (Rote Rosen), nella prima stagione e nella seconda stagione.
Nel 2014 entra a far parte della nona stagione (puntata 2062) della soap opera Tempesta d'amore (Sturm der Liebe), dove interpreta il ruolo di Niklas Stahl, diventando poi il protagonista maschile della decima stagione. La protagonista femminile è Jennifer Newrkla, nel ruolo di Julia Wegener.